# Кэри, Люшиус, 13-й виконт Фолкленд
Люшиус Плантагенет Кэри, 13-й виконт Фолкленд (англ. Lucius Plantagenet Cary, 13th Viscount Falkland; 23 сентября 1880 — 24 июля 1961) — шотландский пэр и офицер британской армии. Он носил титул учтивости — мастер Фолкленд с 1886 по 1922 год.

## Биография
Родился 23 сентября 1880 года. Старший сын Байрона Кэри, 12-го виконта Фолкленда (1845—1922), и его жены Мэри Рид (? — 1920). Он получил образование в Итонском колледже и в Королевском военном училище в Сандхерсте.
В декабре 1899 года он начал свою службу в Гренадерской гвардии. В звании второго лейтенанта он принимал участие во Второй англо-бурской войне (1900—1902). В апреле 1903 году он был повышен до лейтенанта . Люшиус Кэри был прикомандирован к 3-му королевскому африканскому стрелковому полку и находился в Найроби с 1903 по 1905 год.
В январе 1908 году Люшиус Кэри дослужился до чина капитана , а в июне 1910 года он вышел в отставку. В 1910—1914 годах он служил заместителем начальника тюрьмы Уандсворт в Лондоне. Участник Первой мировой войны. В 1914 году он вернулся в гренадерскую гвардию в чине капитана 1-го батальона. Затем он был переведен в резерв и временно произведен в майоры в январе 1919 года. В июне того же 1919 года за военные заслуги ему был пожалован Орден Британской империи.
10 января 1922 года после смерти своего отца Люшиус Кэри унаследовал титулы 13-го виконта Фолкленда из Фолкленда в графстве Файф (Пэрство Шотландии) и 13-го лорда Кэри (Пэрство Шотландии).
Он занимал должность шотландского пэра-представителя в Палате лордов Великобритании в 1922—1931 годах.

## Личная жизнь
6 апреля 1904 года Люшиус Кэри женился на Элле Луизе Кэтфорд (? — 4 мая 1954), дочери Эдварда Уолтера Кэтфорда. У них было три сына и две дочери:
- Люшиус Кэри, 14-й виконт Фолкленд (25 января 1905 — 16 марта 1984)[1], старший сын и преемник отца.
- Достопочтенный Байрон Годфри Плантагенет Кэри (26 июня 1908—1971)[1], в 1932 году он женился на Дафне Хелен Кинг (? — 1997), от брака с которой у него было трое детей
- Достопочтенная Розмари Сильвия Кэри (22 февраля 1910—1992)[1], в 1928 году она вышла замуж за Джона де Периго Герни Мейхью, сына Джона Мейхью, с которым развелась в 1936 году. В 1937 году она вторично вышла замуж за майора Обри Эссона-Скотта.
- Достопочтенная Шейла Кэри (20 марта 1912 — 20 марта 1976)[1], в 1931 году она вышла замуж за Уильяма Филиппа Невилла Эдвардса
- Достопочтенный Ричард Лоренцо Плантагенет Кэри (31 марта 1915 — ?)[1], в 1959 году она женился на Дороти Дениз Ллойд.

Лорд Фолкленд скончался 24 июля 1961 года в возрасте 80 лет. Ему наследовал его старший сын Люшиус Кэри, 14-й виконт Фолкленд.